# 北灵州
北灵州，南北朝时北齐设立的州，约在今山西省忻州市繁峙县。
东魏武定元年（543年）在雁门川（今山西省繁峙县西）置武州，北齐时改为北灵州。北灵州下辖三郡：吐京郡（包括吐京县、新城县）、齐郡（包括昌国县、安平县）、新安郡，都寄治在雁门川城中，后废除北灵州。北周灭北齐后，废入繁峙县，隋炀帝时，繁峙县属于雁门郡。